# Victor Garaygordóbil Berrizbeitia
Victor Garaygordóbil Berrizbeitia (* 17. Oktober 1915 in Amaitermin, Gemeinde Abadiño, Provinz Bizkaia, Spanien; † 24. April 2018 in Bilbao) war ein spanischer Geistlicher und Prälat von Los Ríos. 

## Leben
Victor Garaygordóbil Berrizbeitia empfing am 27. Juni 1943 das Sakrament der Priesterweihe.
Papst Paul VI. ernannte ihn am 29. November 1963 zum Prälaten von Los Ríos und Titularbischof von Pudentiana. Der Apostolische Nuntius in Ecuador, Erzbischof Alfredo Bruniera, spendete ihm am 30. Januar des nächsten Jahres die Bischofsweihe; Mitkonsekratoren waren César Antonio Mosquera Corral, Erzbischof von Guayaquil und Nicanor Carlos Gavinales Chamorro, Bischof von Portoviejo.
Bischof Garaygordóbil nahm an der dritten und vierten Sitzungsperiode des Zweiten Vatikanischen Konzils teil. Dort beteiligte er sich vor allem an den Diskussionen über die Entwürfe des Dekretes Ad gentes.
Am 5. Januar 1978 verzichtete er im Zuge der neuen Vergaberichtlinien der römischen Kurie auf seinen Titularbischofssitz. 
Am 12. Mai 1982 nahm Papst Johannes Paul II. sein vorzeitiges Rücktrittsgesuch an.